# スパイダーマン:フレンドリー・ネイバーフッド
『スパイダーマン:フレンドリー・ネイバーフッド』（Your Friendly Neighborhood Spider-Man）は、2025年1月29日にDisney+で配信されるアメリカ合衆国のテレビアニメ。この題名は、「あなたの親愛なる隣人スパイダーマン」という意味。マーベル・コミックの同名キャラクターを題材とし、ジェフ・トラメルがこのマーベル・シネマティック・ユニバース（MCU）シリーズの制作を手掛ける。アメリカ合衆国著作権局には2024年11月2日に公開と記載されているが、スケジュールに含まれなかった。この作品からスパイダーマンの誕生が描かれるのは『アメイジング・スパイダーマン』が2012年に公開されて以来となるが、今回の作品ではピーター・パーカーの立場を変える相手がアイアンマン / トニー・スタークではなくグリーン・ゴブリン / ノーマン・オズボーンとなり、マーベル・シネマティック・ユニバースとは一切繋がりのない世界で描かれる。スパイダーマンの30分アニメシリーズにおいては11作目にあたるが、マーベル・スタジオ・アニメーションが単独制作をするのは初である。

## 登場人物

### メイン
ピーター・パーカー / スパイダーマン
声 - ハドソン・テイムズ、吹 - 内田雄馬
放射線のクモに噛まれてスーパーパワーを手に入れた15歳のごく普通の高校生。SNSで動画配信をしながら犯罪者を成敗している。テムズは、マーベル・アニメーション制作のホワット・イフ...?でこの役を再演した。
ニコ・ミノル
声 - グレイス・ソング、吹 - 小市眞琴
ピーターにミッドタウン高校登校初日に突如襲撃してきた蜘蛛の怪物から助けられた事で友人となった少女。
メイ・パーカー
声 - カリ・ウォールグレン、吹 - 寺崎裕香
ピーターの叔母。
ハリー・オズボーン
声 - ゼノ・ロビンソン、吹 - 鈴木崚汰
ノーマンの息子。ピーターによって悪質な配信者達から助けられた。
ノーマン・オズボーン
声 - コールマン・ドミンゴ、吹 - 広瀬彰勇
オズコープの社長でハリーの父親。ピーターの科学の才能を見出し、インターンシップに招待する。いままでのシリーズとは異なり、黒人の姿で描かれている。

### その他のヒーロー
マット・マードック / デアデビル
声 - チャーリー・コックス、吹 - 内田夕夜
昼は弁護士、夜はクライムファイターの男。ノーマンの不審な動きを捜査し、ピーターに警告をする。
ドクター・ストレンジ
声 - ? / 堀内賢雄
元外科医でソーサラースプリームの称号を持つ魔術師。彼が戦っていた蜘蛛の怪物がミッドタウン高校を襲撃した事により、ピーターは能力に目覚めることとなった。
アイアンマン / トニー・スターク
声 - ? / 森川智之
スターク・インダストリーズの経営者にして、アベンジャーズのメンバー。

### ロックフォード・T・ベイルズ高校とオズコープ関係者
ロニー・リンカーン / トゥームストーン
声 - ユージン・バード、吹 - 増田俊樹
パールの恋人の青年。ピーターは彼にヤキモチを妬いていたが、科学の授業でペアになったことで友人関係になる。弟アンドレがギャングとつるむのを防ぐために自らギャングの仲間入りをしたことにより彼の運命は狂っていく。
パール・パンガン
声 - キャシー・アング / 深田愛衣
ピーターが想いを寄せている4歳年上の少女。
エバーハート
声 - ? / おまたかな
学校の先生。
ジョニー
声 - ?
ロニーのラグビーチームのライトレシーバー。
アーロン
声 - ?
ロニーのラグビーチームのタイトエンド。
マイク
声 - ?
ロニーのラグビーチームのセンター。
キャンベル
声 - ? / 黒田浩一
学校の先生。
ベントレー・ウィットマン
声 - ポール・F・トンプキンス、吹 - 多田野曜平
オズコープの研究者。研究そのものを競争だと考えている。
カーラ・コナーズ
声 - ? / 高梁りつ
オズコープのエネルギー研究部門の責任者。
アシャ
声 - ? / 茅野愛衣
ワカンダから来たインターンシップの研修生。
アマデウス・チョ
声 - Zehra Fazal / 石毛翔弥
ロウアー・イーストサイドから来たインターンシップの研修生。

### ロニー・リンカーンの家族
アンドレ・リンカーン　　　　　　　　　
ロニーの弟。家に居場所がない事にうんざりしてしまいギャングとつるんでいる。
リンカーン夫人
声 - ? / 和優希
ロニーの母。
リンカーン
声 - ? / 斉藤次郎
ロニーの父。

### ニコ・ミノルの家族
ミノル夫人
声 - ? / ?
リコの養母。

### ノーマン・オズボーンの関係者
サディアス・ロス
声 - ? / 菅生隆之
ブルース・バナー/ハルクをかつて追跡していたアメリカ陸軍将軍。現在は国防長官に任命されている。

### ヴィラン
オットー・オクタビアス/ドクター・オクトパス
声 -  ヒュー・ダンシー、吹 - 坂詰貴之
四本のマニピュレーターを操る科学者であり「オクタビアステック」代表。同じ科学者であるトニー・スターク、ブルース・バナー、ノーマンに嫉妬している。
ブタン
声 - ジェイク・グリーン / 後藤光祐
不動産会社から土地購入の為に廃墟を破壊する様に依頼された放火魔。
ビッグ・ドン
声 - レイラニ・バレット / 竹田雅則
「110ギャング」のリーダー。
スピードデーモン
高速に走れるようになるギアを足に装備した男。
タランチュラ
エネルギーを帯びた刃を出すガントレットを装着した女。スピードデーモンの彼女。
マック・ガーガン / スコーピオン
声 - ジョナサン・メディナ / 西凛太朗
ギャング「スコーピオンズ」のリーダー。アース616ではヴァルチャーの取引相手の殺人鬼として登場した悪党。
カーミラ・ブラック
声 - アナリス・キニョネス / 白石涼子
マックの右腕。
ディミトリ・スメルダコフ/カメレオン
声 - ? / 中村章吾
ロシア系強盗団のリーダー。アース616ではニック・フューリーの組織の諜報員。
ミハイル・シツェビッチ/ライノ
声 - ? / 樋山雄作　
強盗団の運転手担当の男。
ロクサーナ
声 - ? / 根本優奈
強盗団のメンバー
ミラ・マザリク/ユニコーン
声 - サラ・ナトチェニー / 東内マリ子
強盗団のメンバー。ビームを出すヘッドギアを装備した女。

### その他
エマ
声 - ? / 山口菜乃花
テイラー
声 - ? / 遠藤大智
ホット・ロッド
声 - 山口菜乃花
クレヴ
声 - 秋葉恭平
※他にも、トニー・スターク / アイアンマン、パール・パンガン、ジャン・フーコー、ディミトリ・スメルダコフ／カメレオン、マック・ガーガン/スコーピオン、アレクセイ・シツェビッチ/ライノ、タランチュラ、スピード・デーモン、カーメラ・ブラック、 ユニコーン、カート・コナーズなどと言ったキャラクターが登場する。

## エピソード
| 話数 | タイトル                   | 原題                     | 監督                     | 脚本                   | 配信日        |
| ---- | -------------------------- | ------------------------ | ------------------------ | ---------------------- | ------------- |
| 1    | アメイジング・ファンタジー | Amazing Fantasy          | メル・ツワイヤー         | ジェフ・トラメル       | 2025年1月29日 |
| 2    | パーカーの運               | The Parker Luck          | リザ・シンガー           | チャーリー・ニューナー | 2025年1月29日 |
| 3    | 知られざる秘密             | Secret Identity Crisis   | スチュ・リビングストン   | ジェフ・トラメル       | 2025年2月5日  |
| 4    | それぞれの大舞台           | Hitting the Big Time     | リザ・シンガー           | チャーリー・ニューナー | 2025年2月5日  |
| 5    | 解き放たれたユニコーン     | The Unicorn Unleashed    | スチュ・リビングストン   | ジェフ・トラメル       | 2025年2月5日  |
| 6    | デビルとの戦い             | Duel with the Devil      | リザ・シンガー           | ジェフ・トラメル       | 2025年2月12日 |
| 7    | スコーピオン復活           | Scorpion Rising          | ストゥー・リビングストン | レイヴン・コーン       | 2025年2月12日 |
| 8    | 絡まった糸                 | Tangled Web              | リザ・シンガー           | チャーリー・ニューナー | 2025年2月12日 |
| 9    | 未定                       | Hero or Menace           | 未定                     | 未定                   | 2025年2月19日 |
| 10   | 未定                       | If This Be My Destiny... | 未定                     | 未定                   | 2025年2月19日 |

## 主題歌
「Neighbor Like Me」
訳詞 - 野口尊子、作詞・作曲 - Isaac Lucas、Colton Fisher、Jason Rabinowitz、Carmelo Cianflone、英語版主題歌 - The Math Club feat. Relaye & Melo Makes Music、日本語版主題歌 - YUKI（MADKID）、版権（日本） - 日本コロムビア
1967年アニメ版の主題歌「スパイダーマンのテーマ」をラップ風にアレンジしたオープニング曲。フルバージョンがMoraなどで配信されている。
日本語版を含む海外版ではそれぞれ、ラップの部分を吹き替えで歌っている。字幕版では、日本語版や一部の国ではスパイダーマンのテーマ部分が翻訳されないことが多い（デンマーク語ではセリフのみであるため、歌自体は全て末翻訳）。

## スタッフ
- 原作 - スタン・リー、スティーブ・ディッコ（マーベル・コミック「スパイダーマン」連載）
- 原案 - ジェフ・トラメル
- 脚本 - ジェフ・トラメル、チャーリー・ニューナー、レイヴン・コーン ほか
- 音楽 - レオ・ブレインバーグ、ザフ・ロビンソン
- 製作総指揮 - ブラッド・ウィンダーバウム、ケヴィン・フェイジ、ルイス・D・エスポージト、ダナ・バスケス・エバーハルト、ジェフ・トラメル
- 製作 - マーベル・スタジオ・アニメーション

### 日本語版製作スタッフ
- 演出：簑浦良平
- 翻訳：野口尊子（日本語吹替版）、永井歌子（日本語字幕版）
- 音楽演出 - 竹内鮎美
- 録音 - 辻誠、伊藤隆文
- 調整 - IMAGICAエンタテインメントメディアサービス
- 制作監修 - 須藤恵子
- 録音制作 - 中島奈菜、IMAGICAエンタテインメントメディアサービス
- 日本語版製作 - ディズニー・キャラクター・ボイス・インターナショナル

## 制作

### 開発段階まで
マーベル・アニメーション・スタジオはこれまでに、当社のデビュー作である「ホワット・イフ...?」をはじめ、「スパイディとすごいなかまたち」、「アイ・アム・グルート」、「X-MEN '97」を作り上げてきた。まだ完全な開発段階にいっていないことから、2023年内に配信されることは低いと言われていた
2021年11月に開催されたDisney+ Dayで行われたイベントでは、「スパイダーマン:フレッシュ・イヤー」という題名で発表していた。ジェフ・トラメルがシリーズ構成、メル・ズワイアーが監督、スチュアート・リヴィングストンがエピソードディレクターに就任となった。また、トラベルは本作の製作総指揮にも選ばれ、同じ担当となるマーベル・スタジオのケヴィン・ファイギ、ルイス・デスポジート、ブラッド・ウィンダーバウム、ダナ・バスケス＝エバーハートと共に働くこととなった。2022年7月にサンディエゴ・コミコンで開催されたマーベル・スタジオ・アニメーションの画面パネルでは『スパイダーマン：フレッシュ・マン・イヤー』と他のマーベルアニメがマルチバースの世界に繋がっているかもしれないと言及した。2022年7月にシーズン2が発表され、当初は『スパイダーマン : ソフォモア・イヤー』と呼ばれていた。

### 脚本
本作のスタッフライターは、チャーリー・ニューナーが担当することになっている。このシリーズでは主にピーター・パーカー/スパイダーマンが「スパイダーマンの誕生（オリジン・ストーリー）」を中心に描いているが、マーベル・シネマティック・ユニバース（MCU）の映画では細かく描かれることは無かった。マーベル・スタジオの社長 ケヴィン・ファイギは2015年、MCU初登場作「シビル・ウォー / キャプテン・アメリカ」（2016年）では同キャラクターの誕生秘話を再び語ることはしないと誓った。これは同キャラクターがMCUで初めて登場する作品だったが、既にサム・ライミが監督を務めた「スパイダーマン」とマーク・ウェブが監督を務めた「アメイジング・スパイダーマン」でそれぞれ経路が異なった誕生秘話が描かれており、マーベル側は「人々がそれを知っている前提で話を進める」という形で決定した。この作品は元々、MCUの「神聖なタイムライン（Sacred Timeline）」内で「シビル・ウォー」より前の出来事という設定でストーリーを進める予定だったが、制作チームはそれが登場キャラクターやコミック要素の選択において制約が多すぎると判断した。その代わりとして、シリーズを別のタイムラインに移し、MCUのマルチバース概念を活用することにした。ストーリーは「シビル・ウォー」と似た形で始まるが、グリーン・ゴブリン / ノーマン・オズボーンがトニー・スターク / アイアンマンの代わりにピーター・パーカーの立場を変えるという異例の展開を描き、様々な人々と出会う。
トラメルは、本作がピーター・パーカーがスパイダーマンになる前のアイデンティティや、スーパーヒーローとしての活躍っぷりを探求すると述べている。 『スパイダーマン:フレンドリー・ネイバーフッド』での「スパイダーマンの誕生」では、ドクター・ストレンジがヴェノムと戦っている最中に、ポータルから落ちてきたクモにパーカーが噛まれるという展開が描かれている。今回のお話を見るに、コミックや他のアニメシリーズで描かれているような「科学」ではなく、「魔法」という形でストーリーを進めるとみられる。
制作チームは、1963年に発行したコミック『アメイジング・スパイダーマン』（スタン・リーとスティーブ・ディッコ原作）からインスピレーションを得ている。ウィンダーバウムは、このシリーズが「スパイダーマンは本質そのもの」である理由から、パーカーが高校生活、叔母のメイ・パーカーの世話、そしてスーパーヒーロー活動の両立に苦労する姿を描いている点を挙げている。また、シーズン1を通して「悲惨で危険」関係や緊張感を発展させるための多くのキャラクターが登場する、大規模なアンサンブルキャストの存在も大きなポイントと語っている。
このシリーズではタイトルにある「ネイバーフッド（隣人）」を強調しており、ピーターのサポート役になってくれる仲間もいる。ウィンダーバウムは、これをトラメルが同様に手がけた日本未放映のカートゥーンネットワークのアニメ作品『Craig of the Creek』（2018年 - 2024年）で働いたときと比べている。

### キャスティング
2022年7月、チャーリー・コックスがMCUの以前の作品で演じたマット・マードック / デアデビル役を再演することが明らかになった。一方、ポール・F・トンプキンスがベントレー・ウィットマンの声を担当することも発表された。コックスは2021年に、MCUの実写シリーズ『シー・ハルク:ザ・アトーニー』（2022年）への出演撮影の合間を利用して台詞を収録した。
2023年9月、本作のエピソードがアメリカ合衆国著作権局へ申請され、ハドソン・テムズが『ホワット・イフ...?』第1シーズン（2021年）で演じたピーター・パーカー / スパイダーマンの声を再演することが判明した。また、ユージーン・バードがロニー・リンカーンを、グレイス・ソングがニコ・ミノルを、ヒュー・ダンシーがオットー・オクタビアスを、カリ・ウォールグレンがメイ・パーカーを、ゼノ・ロビンソンがハリー・オズボーンをそれぞれ演じることが明らかになった。
2024年8月には、コールマン・ドミンゴがノーマン・オズボーンの声を担当することが発表された。

### アニメーションデザイン
このシリーズの3Dセルシェーディングアニメーションは、『アメイジング・スパイダーマン』の初期コミックアートスタイルに敬意を表したものとなっている。アニメーション制作はポリゴン・ピクチュアズが担当した。 一部のキャラクターは初期のマーベル・コミックの外見を再現するデザインとなっており、オクタヴィウスやマック・ガーガン / スコーピオンはコミックに忠実なコスチュームを着用している。

### 音楽
2024年6月、レオ・バレンバーグとザック・ロビンソンがこのシリーズのスコアを作曲することが発表された。 シリーズのテーマソングは、1967年から1970年にかけてABCで放送された『スパイダーマン』（日本では1974年から1991年まで地上波、2003年から2004年7月までCSで放送）のテーマソングをリミックスしたラップ曲となっている。
ハリウッドレコードとマーベルレコードより。本作のテーマソングを2025年1月21日から発売。

## マーケティング
本作は、2022年のサンディエゴ・コミコンで開催されたマーベル・スタジオ・アニメーションのパネルで議題に挙がり、その際にキャラクターアートが公開された。 2023年12月には、マーベル・スタジオ・アニメーションの2024年シリーズを紹介するスライドショー映像で特集された。
2024年8月、D23 Expoでのマーベル・スタジオ・アニメーションのパネルにおいて、トラメル、テムズ、ドミンゴがシリーズを宣伝した。この場でドミンゴのノーマン役が発表され、シリーズの映像も公開された。 10月には、Disney+が公開した映像にシリーズのフッテージが含まれており、2025年末までのマーベル・テレビジョンおよびアニメーションプロジェクトのリリーススケジュールが発表された。
同年12月には、マーベル・コミックスが5号構成のコミック版前日譚『Your Friendly Neighborhood Spider-Man』の発売した。クリストス・ゲイジがストーリーを担当し、エリック・ギャップスターがアートを担当。

## リリース
2025年1月29日にDisney+で配信開始予定。 当初は2024年と予定されていたが、2023年10月にアメリカ合衆国著作権局に提出された第1話の申請では、2024年11月2日頃に配信すると書かれていた。このシリーズは、MCUのフェーズ5の一部になると予想されている。